# Eduardo Vilar Torres
Eduardo Vilar Torres fou un aristòcrata, metge i polític valencià, marquès d'Ezenarro, diputat a les Corts Espanyoles durant la restauració borbònica.
Llicenciat en medicina, milità al Partit Conservador i a les eleccions generals espanyoles de 1907 es presentà pel districte de Xiva de Bunyol amb suport de Juan de la Cierva y Codorníu, aleshores ministre de governació, i aconseguí superar al candidat del PURA, Fèlix Azzati i Descalci.